# Księżniczka wspaniała
Księżniczka wspaniała (Polytelis alexandrae) – gatunek średniej wielkości ptaka z rodziny papug wschodnich (Psittaculidae). Występuje w środkowej i zachodniej Australii w głębi lądu. Prowadzi koczowniczy tryb życia. Jest bliski zagrożenia wyginięciem. Dość często hodowany jako ptak wolierowy.

## Systematyka
Tę papugę odkrył w roku 1862 Frederik Waterhouse. W 1863 roku John Gould jako pierwszy opisał ją naukowo i nadał jej nazwę na cześć Aleksandry – córki króla duńskiego, która wyszła za mąż za następcę brytyjskiego tronu – księcia Walii Edwarda, a tym samym została księżną Walii. Z tego powodu ptak ten bywa też niekiedy nazywany „Księżniczką Walii”. Miejsce typowe to Howell’s Ponds w środkowej Australii.
Nie wyróżnia się podgatunków.

## Charakterystyka

### Morfologia
Wygląd zewnętrzny: obie płcie ubarwione jednakowo. Upierzenie samca: wierzch głowy jest jasnoniebieski, na grzbiecie przeważa delikatna, oliwkowozielona barwa, pokrywy skrzydeł jasnoniebieskie, broda i gardło różowe, ogon bardzo długi, niebieskozielony. Upierzenie samicy: trochę mniej żywe kolory niż jaskrawo ubarwiony samiec.
Rozmiary:
- długość ciała: ok. 45 cm
- masa ciała: ok. 120 g

### Głos
Papuga ta jest najczęściej cichym ptakiem. Jednak gdy odzywa się, jej śpiew jest ostry i niemelodyjny. Podczas długich przelotów papugi te nawołują się za pomocą przeciągłych dźwięków przypominających „krrr”.

## Występowanie

### Środowisko
Zamieszkuje otwarte, piaszczyste tereny Australii, często oddalone od źródeł wody. Z reguły przebywa w gąszczu akacjowym lub w pobliżu eukaliptusów.

### Zasięg występowania
Wewnątrz lądu na zachodzie i w centrum Australii.

## Pożywienie
Owady, owoce, kwiaty, jagody, nasiona traw, zielone rośliny i nasiona akacji.
Przy żerowaniu zachowuje się bardzo cicho. Umie bardzo szybko i zręcznie biegać po ziemi. Przypuszcza się, że ptaki przenoszą się zawsze w takie regiony, gdzie znajdą odpowiednie pożywienie. Dzięki temu przez cały rok mają zapewnione jedzenie.

## Tryb życia i zachowanie
Najczęściej żyje w parach lub małych stadach. Prowadzi wędrowny tryb życia, przenosi się w poszukiwaniu pożywienia. Na wolności zachowują się bardzo ufnie i pozwala się człowiekowi znacznie zbliżyć. Wystraszone odlatują na niewielką odległość i znowu przysiadają na drzewie.

### Rozród
Sezon lęgowy trwa od września do grudnia, a nawet stycznia.
Toki: zachowania godowe u tej papugi są takie same jak u innych gatunków rodzaju Polytelis. U samców widoczne jest np. wyraźne poszerzenie źrenic. Samiec bezustannie się kłania, kiwa głową w górę i w dół oraz unosi kilka piórek na głowie, tworząc mały czubek. W porze lęgowej samce zachowują się bardzo agresywnie wobec swych partnerek.
Gniazdo: w dziuplach lub szczelinach dużych drzew, głównie eukaliptusa. Nie budują specjalnego gniazda, ale składają jaja w miękkim, próchniejącym drewnie; często kilka małych grupek lub pojedynczych par łączy się w większą kolonię i gniazduje wspólnie na tym samym drzewie.
Jaja: 4–6 białych jaj – są tak dobrze ukryte, że nie muszą mieć barw ochronnych.
Wysiadywanie: samiczka wysiaduje jaja przez około 21 dni.
Pisklęta: rozwijają się przez 2–3 miesiące. Kiedy już potrafią latać, opuszczają terytorium i nie powracają już do niego.

## Status, zagrożenie i ochrona
Międzynarodowa Unia Ochrony Przyrody (IUCN) od 2000 roku uznaje księżniczkę wspaniałą za gatunek bliski zagrożenia (NT – near threatened); wcześniej (od 1994 roku) miała ona status gatunku narażonego na wyginięcie (VU – vulnerable). Szacuje się, że liczebność populacji na wolności mieści się w przedziale 900 – 10 000 dorosłych osobników. Trend liczebności populacji uznaje się za stabilny. Gatunek ten jest ujęty w II załączniku konwencji waszyngtońskiej (CITES).
Papuga ta jest objęta całkowitą ochroną. Papugi te są stosunkowo nieliczne, dlatego nie mają większego znaczenia dla profesjonalnych łowców ptaków. Czasami chwytają je tubylcy dla swych potrzeb, oraz kłusownicy – na handel.

## Hodowla
Papużki te są lubiane przez wielu hodowców, ponieważ w niewoli dobrze się czują i łatwo rozmnażają. Najlepiej trzymać je w dużych wolierach.